# Tim Payne (rugby à XV)
Pour les articles homonymes, voir Payne.

a Compétitions nationales et continentales officielles uniquement.

b Matchs officiels uniquement.
Dernière mise à jour le 22 février 2017.
Timothy Adam North Payne dit Tim Payne, né le 29 avril 1979 à Swindon en Angleterre, est un joueur anglais de rugby à XV qui évolue au poste de pilier. Il joue avec l'équipe d'Angleterre de 2004 à 2010.

## Biographie
Tim Payne a joué avec les London Wasps en Coupe d'Europe et dans le Championnat d'Angleterre de 2003 à 2013. En 2005-06, il a disputé 6 matchs de coupe d'Europe. Il obtient sa première cape internationale le 26 juin 2004, à l’occasion d’un match contre l'équipe d'Australie. 

## Statistiques en équipe nationale
- 22 sélections avec l'équipe d'Angleterre
- Sélections par année : 1 en 2004, 2 en 2006, 2 en 2007, 5 en 2008, 5 en 2009, 7 en 2010
- Tournois des Six Nations disputés : 2007, 2008 et 2010